# Krócieniec urzeźbiony
Krócieniec urzeźbiony (Rhyncolus sculpturatus) – gatunek chrząszcza z rodziny ryjkowcowatych i podrodziny trzeni. Zamieszkuje Europę i Azję Zachodnią. Zasiedla martwe, butwiejące drewno drzew liściastych i iglastych.

## Taksonomia
Gatunek ten opisany został po raz pierwszy w 1839 roku przez Josepha Waltla.

## Morfologia
Chrząszcz o ciele długości od 3,2 do 4 mm, w zarysie owalnym. Ubarwiony jest czarnobrunatnie z czerwonobrunatnymi odnóżami i czerwonobrunatnymi czułkami o buławkach wyraźnie jaśniejszych niż reszta biczyków. Punktowanie głowy jest grube i gęste. Ryjek jest tak szeroki jak głowa, wyraźnie krótszy niż u nasady szeroki, ku przodowi zwężony, u samca przeciętnie krótszy i grubszy niż u samicy. Oczy są wypukłe słabiej i równomierniej niż u krócieńca wysmukłego. Czułki są przysadziste, o drobnych buławkach i siedmioczłonowej pozostałej części biczyka. Przedplecze może być od niewiele szerszego niż dłuższego do nieco dłuższego niż szerszego, na przedzie jest słabo przewężone. Powierzchnia przedplecza jest grubo i gęsto punktowana; punkty w jego części środkowej są okrągłe i trzykrotnie większe od tych w wydzielonej przewężeniem części przedniej. Tarczka jest widoczna. Pokrywy mają rzędy z punktami mniejszymi niż u krócieńca wysmukłego, a międzyrzędy słabiej wypukłe niż u tego gatunku. Międzyrzędy od czwartego wzwyż mają krawędzie wewnętrzne zaostrzone, a zewnętrzne spłaszczone. Odnóża mają wąskie stopy. Samiec ma wgłębienie u nasady odwłoka.

## Ekologia i występowanie
Owad ten zasiedla lasy iglaste, liściaste i mieszane oraz stare parki i ogrody. Zarówno larwy, jak i postacie dorosłe zasiedlają martwe, butwiejące drewno drzew. Podawane były z brzóz, buków, dębów, lip, olsz, sosen, świerków, topoli osiki i wiązów. Owady dorosłe spotyka się w ciągu całego roku. Rójkę odbywają w maju i czerwcu. Zimują pod korą drzew i w drewnie.
Gatunek zachodniopalearktyczny, w Europie znany z Hiszpanii, Andory, Francji, Holandii, Niemiec, Austrii, Włoch, Danii, Szwecji, Norwegii, Finlandii, Łotwy, Polski, Czech, Słowacji, Chorwacji, Grecji oraz europejskich części Turcji i Rosji. W Skandynawii sięga aż po koło podbiegunowe. Na wschodzie sięga po azjatycką Turcję i zachodnie Zakaukazie.
W Polsce jest gatunkiem rzadszym od krócieńca czarnego i wysmukłego, podawanym z nielicznych i rozproszonych stanowisk, z wielu nienotowanym od XIX wieku. Na „Czerwonej liście gatunków zagrożonych Republiki Czeskiej” umieszczony został ze statusem bliskiego zagrożenia wyginięciem (NT).